# Roberto González
Roberto González, född den 31 mars 1976 i Monterrey, Mexiko, är en mexikansk racerförare. 

## Racingkarriär
Efter att ha tävlat i World Series by Nissan under 2002 fick González möjligheten att tävla i CART World Series i två tävlingar under 2003 års säsong. Hans prestationer var inte iögonfallande, men han fick möjligheten att tävla hela säsongen 2004 i den omdöpta Champ Car-serien för PKV Racing. González var hela tiden bland de förarna som kvalade in i fältets undre halva, och även om han blev sjua i Cleveland, så blev det hans bästa resultat i karriären. Efter det hittade inte González någon sponsor för 2005, och hans karriär inom toppracingen var över.